# Gordie Howe
Gordon «Gordie» Howe (Floral, Canadà, 31 de març de 1928 - Toledo, Estats Units, 10 de juny de 2016) va ser un jugador professional canadenc d'hoquei sobre gel. Des de 1946 fins a 1980 va disputar 26 edicions de la National Hoquei League (NHL) i sis més de la World Hoquei Association (WHA), sent especialment recordades les seves 25 temporades consecutives amb els Detroit Xarxa Wings. És considerat un dels millors jugadors d'hoquei de tots els temps, raó per la qual ha estat anomenat «Mr. Hoquei».
Howe va debutar amb Detroit el 1946 i va destacar en la posició d'extrem dret. En l'àmbit professional ha guanyat quatre Stanley Cup s (1950, 1952, 1954 i 1955), sis Trofeus Hart al millor jugador i sis Trofeus Art Ross a la màxima puntuació (gols i assistències). A més ha estat màxim golejador de la NHL durant 5 temporades.
El 1971, a 43 anys, va deixar l'esport per ocupar un càrrec directiu en els Red Wings. No obstant això, a l'any següent va tornar a l'hoquei professional vestint la samarreta dels Houston Aeros, en una lliga de recent creació (WHA), on compartiria vestuari amb els seus fills Mark i Marty. La seva avançada edat i una lesió de canell no li van impedir superar els 100 punts els anys 1974 i 1976. Un any després va fitxar per New England Whalers, equip en el qual es retiraria definitivament a la fi de la temporada 1979-80, amb 52 anys.
Howe és recordat pel seu estil de joc, la seva fortalesa física, la seva efectivitat golejadora i la longevitat de la seva carrera. A dia d'avui, manté el rècord de partits disputats en la NHL (1.767). També va ser durant dècades el jugador amb major puntuació (1850), encara que aquesta marca va ser superada per Wayne Gretzky en 1992.
Una altra fita es va assolir el 1997 quan Howe va jugar a hoquei professional en una sisena dècada. Va signar un contracte d'un joc pels Detroit Vipers de la Lliga Internacional d'Hoquei i als 69 anys, va tornar al gel per un torn.< En fer-ho, es va convertir en l'únic jugador de la història de l'hoquei que va competir en sis dècades diferents a nivell professional, després d'haver jugat a la USHL, NHL, WHA i IHL des dels anys 40 fins als 90.
En 2008, la NHL li va atorgar un premi honorífic a la seva trajectòria.

## Biografia
Howe va néixer a una masia a Floral, Saskatchewan, fill de Katherine (Schultz) i Albert Howe. Era un dels nou germans. Quan Gordie tenia nou dies, els Howe es van traslladar a Saskatoon, on el seu pare va treballar com a treballador durant la Depressió. A l'estiu, Howe treballava en la construcció amb el seu pare. Howe va ser lleugerament dislèxic de gran, però físicament va superar els seus anys a una edat primerenca. Ja amb sis peus d'alçada a mitjans de l'adolescència, els metges temien una deficiència de calci i el van animar a enfortir la columna vertebral amb barbotes. Va començar a jugar a hoquei organitzat als vuit anys. Howe va deixar l'escola durant la Depressió per treballar en la construcció, després va deixar Saskatoon als 16 anys per seguir la seva carrera d'hoquei.
Howe era un jugador ambidextre, un dels pocs patinadors capaços d'utilitzar els pals rectes de la seva època per disparar amb la mà esquerra o dreta. Quan era adolescent, va jugar a hoquei bantam amb el King George Athletic Club de Saskatoon, guanyant el seu primer campionat amb ells a les finals provincials d'hoquei Bantam de Saskatchewan de 1942. Va rebre el seu primer tast d'hoquei professional als 15 anys el 1943 quan va ser convidat pels New York Rangers al seu camp d'entrenament celebrat a The Amphitheatre a Winnipeg, Manitoba. Va jugar prou bé allà perquè els Rangers volien que Howe signés un formulari C, que hauria donat a aquest club els seus drets de la National Hockey League, i que jugués aquell any al College of Notre Dame, una escola secundària catòlica a Wilcox, Saskatchewan, que era conegut per produir bons jugadors d'hoquei. Tanmateix, Howe no pensava que això encaixés bé i volia tornar a casa per jugar a hoquei amb els seus amics; va declinar l'oferta dels Rangers i va tornar a Saskatoon.

## Llegat
El nom i el malnom de Howe, Mr. Hockey, així com el sobrenom de la seva difunta esposa com "Mrs. Hockey", són marques registrades. Howe també es va referir durant la seva carrera com Power, Mr. Everything, Mr. All-Star, The Most, The Great Gordie, The King of Hockey, The Legend, The Man, No. 9, i Mr. Elbows (pel seu dur joc físic). Howe és àmpliament considerat el jugador més complet de tota la història de l'hoquei. Un cop Howe va començar a dominar la NHL, els exploradors de la NHL van rebre noves directrius per descobrir jugadors que jugaven de la manera que ho va fer. La força, la capacitat d'anotació i la velocitat de Howe van exemplificar l'exemple perfecte del paper modern d'un ala-pívot i algú que pot jugar el joc dels 200 peus. La força i el joc físic de Howe van inspirar l'encunyació del hat-trick de Gordie Howe -un gol, una assistència i una lluita- que ara és una part estàndard del vocabulari de l'hoquei. Irònicament, el mateix Howe només va aconseguir el seu hat-trick homònim dues vegades en la seva llarga carrera, ambdues a principis de la dècada de 1950, perquè pocs jugadors es van atrevir a lluitar contra ell després que Howe derrotés contundentment l'executor dels Rangers de Nova York Lou Fontinato al Madison Square Garden el 1959. En comparació, l'actual líder dels hat-tricks de Gordie Howe, Rick Tocchet, va aconseguir la gesta 18 vegades en la seva carrera.
Howe era conegut per ser una persona ben educada i confiada fora del gel que mai va qüestionar el sou que li pagaven els propietaris dels Detroit Red Wings. Quan es va fer públic, Howe havia marcat més de 600 gols per a l'organització abans que de mala gana li oferís pagar més de 40.000 dòlars, el seu company de línia, Ted Lindsay, va començar una campanya per establir una associació de jugadors per unir-se per un salari just contra els propietaris de la NHL. Aquest seria el nucli del moviment que es va convertir en l'Associació de Jugadors de la Lliga Nacional d'Hoquei.
El temps de Howe jugant amb la WHA amb els seus fills va permetre a la nova lliga professional obtenir la legitimitat molt necessària i la capacitat d'omplir els estadis. L'augment de la competència pel talent d'hoquei va obligar la NHL insular a buscar jugadors més enllà de les seves fonts tradicionals nord-americanes i reclutar jugadors europeus professionals i a expandir-se a noves ciutats per guanyar nous aficionats. Wayne Gretzky va ser un dels jugadors que va optar per unir-se a la WHA en lloc de la NHL. Amb els anys, Howe es va fer amic de Gretzky, que l'havia idolatrat com a jugador jove i que més tard trencaria molts dels rècords i fites de Howe. Tot i que Gretzky va superar a Howe estadísticament, va ser Howe qui primer havia establert l'estàndard per a un joc coherent i d'alt nivell. El número 9 de Howe s'ha fet servir com a homenatge a ell: Gretzky va portar el número 99 com a homenatge directe a Howe, ja que el 9 es va agafar durant les primeres parts de la seva carrera.

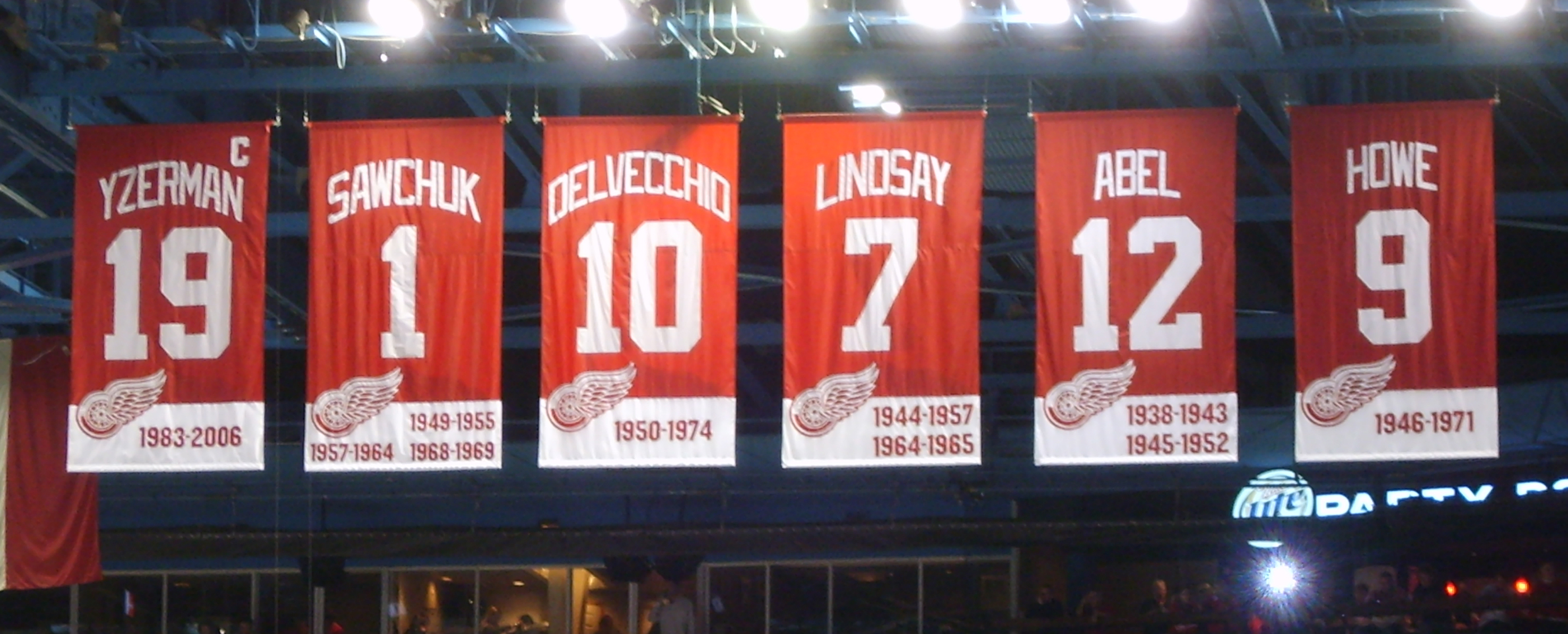
La pancarta número 9 de Howe penjada al Joe Louis Arena

Una altra fita es va assolir el 1997 quan Howe va jugar a hoquei professional en una sisena dècada. Va signar un contracte d'un joc pels Detroit Vipers de la Lliga Internacional d'Hoquei i als 69 anys, va tornar al gel. En fer-ho, es va convertir en l'únic jugador de la història de l'hoquei que va competir en sis dècades diferents a nivell professional, després d'haver jugat a la USHL, NHL, WHA i IHL des dels anys 40 fins als 90.
Les primeres 20 temporades de Howe van arribar durant una època en què el calendari era de només 70 partits, els gols eren difícils i els controls ajustats; mai va marcar 50 gols en una sola temporada. Howe és actualment quart a la llista de punts de tots els temps de la NHL amb 1.850 punts totals (801 gols i 1.049 assistències) després de Wayne Gretzky, Mark Messier i Jaromír Jágr. Howe encara és tercer a la llista de gols de tots els temps, amb només Gretzky i Alexander Ovechkin per davant. Quan es combinen els gols de la temporada regular de la NHL i de la WHA, ocupa el primer lloc en gols amb 975, per davant dels 940 de Gretzky.

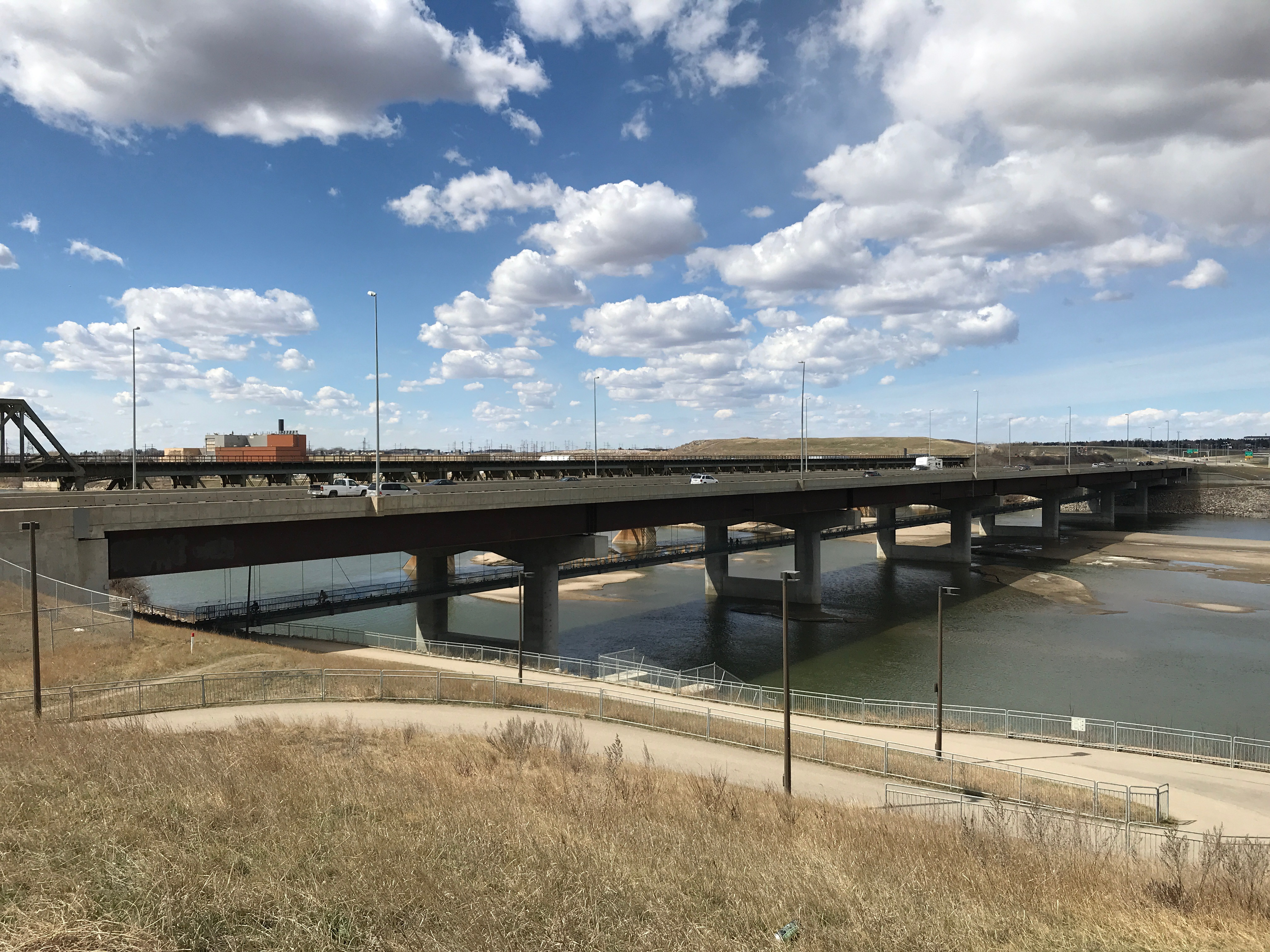
El pont Gordie Howe de Saskatoon va rebre el nom de Howe el juny de 2016

En el moment de la seva jubilació, els totals professionals de Howe, inclosos els playoffs, per a la NHL i la WHA combinats, van ser els primers. Va acabar amb 2.421 partits jugats, 1.071 gols, 1.518 assistències i 2.589 punts. No obstant això, Gretzky el passaria més tard en gols (1.072), assistències (2.297) i punts (3.369), però no en partits jugats o partits jugats amb un equip. Després de la mort de Howe, Gretzky va dir a Howe el millor jugador d'hoquei de la història, i va dir que si fos per ell, el número 9 de Howe seria retirat per a tots els equips de la NHL igual que el seu número 99. El rècord de Howe de 1.767 partits de la NHL jugat va ser superat l'abril de 2021 per Patrick Marleau. Tanmateix, combinant els seus partits jugats a la WHA, té el rècord de més partits de temporada regular jugats a les lligues principals amb 2.186.
Howe va jugar a nivell internacional en una ocasió, a la sèrie Summit de 1974.

## A la cultura popular
A la pel·lícula de 1986 Ferris Bueller's Day Off, el personatge Cameron Frye porta la samarreta dels Red Wings de Howe durant la major part de la pel·lícula, tot i que està ambientada a Chicago. Howe n'havia proporcionat un personalment als cineastes.
Howe va aparèixer a l'episodi dels Simpson Bart the Lover. En ell, Bart Simpson utilitza una fotografia de Howe per enganyar el seu professor perquè cregui que és un home gran que ha respost al seu anunci personal. Al final de l'episodi, es mostren les estadístiques de la carrera de Howe.
A la temporada 3 de la sèrie de drama criminal de televisió de la NBC Good Girls, en un episodi titulat "The Eye in Survivor", el personatge de Ruby (Retta) roba una samarreta autografiada de Gordie Howe de les Finals de la Copa Stanley d'un bar esportiu només per tenir-la. va avaluar i aprendre que és fals.
El 2023, es va publicar un llibre infantil anomenat Gordie's Skate, escrit per l'historiador de Saskatchewan Bill Waiser. El llibre comparteix la història de la família de Howe que va adquirir un parell de patins durant la Gran Depressió a Saskatchewan, i com Howe va haver de compartir la parella amb la seva germana.
El 1993, es va instal·lar una estàtua creada per Michael Martin d'Eston, Saskatchewan, davant del Midtown Plaza a la ciutat natal de Howe, Saskatoon, i després es va traslladar a l'actual SaskTel Center el 2005. Després de la seva mort, les cendres de Howe juntament amb la seva dona Colleen van ser enterrades sota l'estàtua.
El maig de 2015, el primer ministre canadenc Stephen Harper i el governador de Michigan Rick Snyder van anunciar que un nou pont internacional que travessés el riu Detroit s'anomenaria en honor a Howe. El pont internacional Gordie Howe està actualment en construcció i s'obrirà el 2025.
El 27 de juny de 2016, es va anunciar que un pont de Saskatoon portaria el nom de Howe. També hi ha un camp i un complex esportiu a Saskatoon que porta el nom de Howe.